# Circuito Brasileiro de Voleibol de Praia Feminino - Challenger de 2016
O Circuito Brasileiro de Voleibol de Praia - Challenger de 2016, também chamado de Circuito Banco do Brasil de Vôlei de Praia Challenger, foi a quinta edição da principal competição nacional de Vôlei de Praia Challenger na variante feminina, iniciado em 20 de maio de 2016.

## Resultados

### Circuito Challenger
| Evento                                                                 | Ouro                             | Prata                                  | Bronze                            | Quarto lugar                   |
| 1ª Etapa João Pessoa, Paraíba 20 a 22 de maio de 2016.                 | /Neide Sabino Rebecca Cavalcante | /Izabel Santos Ângela Lavalle          | /Andressa Cavalcanti Tainá Bigi   | Carolina Won-Held Rachel Nunes |
| 2ª Etapa Jaboatão dos Guararapes, Pernambuco 17 a 19 de junho de 2016. | /Andrezza Chagas Vivian Cunha    | /Josimari Alves Fernanda Berti         | /Sandressa Miranda Victória Tosta | /Izabel Santos Ângela Lavalle  |
| 3ª Etapa Aracaju, Sergipe 8 a 10 de julho de 2016.                     | /Andrezza Chagas Vivian Cunha    | /Izabel Santos Renata Trevisan Ribeiro | /Andressa Cavalcanti Tainá Bigi   | Luciana Hollanda Luiza Amélia  |
| 4ª Etapa Cabo Frio, Rio de Janeiro 29 a 31 de julho de 2016.           | /Andrezza Chagas Vivian Cunha    | /Izabel Santos Vanilda Leão            | /Carol Horta Ana Patrícia Ramos   | /Fabíola Lima Bárbara Ferreira |